# 宮﨑礼二
宮﨑 礼二（みやざき れいじ、1965年 - ）は、世界経済やアメリカ合衆国の経済をおもな研究対象とする、日本の経済学者、明海大学経済学部准教授。

## 経歴
1990年まで、クレイトン大学に学ぶ。
横浜国立大学大学院で修士（経済学）を取得した後、横浜国立大学大学院国際開発研究科博士課程後期に学び、2000年に博士論文「石油の政治経済学 : アメリカ対外石油政策と対ヨーロッパ石油供給体制の確立 : 1942-50年」を提出して、横浜国立大学から博士（学術）を取得した。
2001年に明海大学経済学部専任講師となり、2005年に助教授に昇任し、制度変更により2007年から准教授となった。
2002年から2008年にかけて、例年『エコノミスト』に翻訳が掲載される「米国経済白書（大統領経済諮問委員会年次報告）」の翻訳を担当した。
労働者教育協会の活動に参加しており、千葉県学習協会会長を務めている。

## おもな著書
- （中本悟との共編著）現代アメリカ経済分析、日本評論社、2013年
- （白川真澄との共著）資本主義・トランポノミクスを問う、研究所テオリア、2017年